# Wallingford Riegger
Wallingford Constantine Riegger (Albany (Georgia), 29 april 1885 – New York, 2 april 1961) was een Amerikaans componist, muziekpedagoog, dirigent en cellist. Voor bepaalde werken gebruikte hij de pseudoniemen Edwin Farrell, Gerald Wilfring Gore, Leonard Griegg, Edgar Long, John H. McCurdy, George Northrup, William Richards, Robert Sedgwick en Walter Scotson.

## Levensloop
Riegger werd geboren als zoon van het muzikale echtpaar Ida Wallingford en Constantine Riegger. Zijn moeder was een getalenteerd pianiste en zijn vader een violist. De familie vertrok toen hun houtmolen totaal was afgebrand, eerst naar Indianapolis en daarna naar Louisville (Kentucky). In 1900 vertrok de familie naar New York. Van vader en moeder had Wallingford Constantine piano- en vioollessen gekregen; verder speelde hij vanaf 1900 cello. In New York studeerde hij aan het Institute of Musical Arts, de voorganger van de huidige Juilliard School of Music, onder andere cello bij Alvin Schroeder, compositie en muziektheorie bij Percy Goetschius. In 1907 wisselde hij aan de Hochschule für Musik in Berlijn en studeerde onder andere bij Max Bruch en Edgar Stillman-Kelley compositie alsook cello bij Robert Haussman en Anton Hekking. In 1910 maakte hij zijn debuut als dirigent met het Blüthner Orchester in Berlijn. Nadat hij zijn studies voltooid had, ging hij in 1910 terug naar de Verenigde Staten.
In 1911 huwde hij Rose Schramm, met wie hij drie dochters had.
Riegger werkte van 1911 tot 1914 als cellist in het St. Paul Symphony Orchestra. Van 1915 tot 1917 was hij opnieuw in Duitsland, maar nu als opera-dirigent in Würzburg (1914-1915), Kaliningrad, toen nog Koningsbergen (1915-1916) en opnieuw Berlijn (1916-1917). Aan het einde van de Eerste Wereldoorlog ging hij terug naar de Verenigde Staten. Van 1918 tot 1922 was hij docent voor cello en muziektheorie aan de Drake universiteit in Des Moines (Iowa). Het Cincinnati College-Conservatory of Music (CCM) in Cincinnati (Ohio) eerde hem als ere-doctor. Vanaf 1924 doceerde hij in New York (Institute of Musical Art (1924-1925) en Ithaca College School of Music in Ithaca (New York) (1926-1928)). In de tijd van 1930 tot 1956 werkte hij aan verschillende conservatoria en Colleges en als editor in een muziekuitgeverij. Tot zijn bekende leerlingen behoren Alan Stout, Merton Brown, Michael Colgrass, Jose Limon en Morton Feldman.
Als componist won hij met zijn Piano Trio in 1921 de "Paderewski Prijs" en in 1924 als eerste Amerikaanse componist überhaupt de "Elizabeth Sprague Coolidge Award" voor zijn werk La Belle dame sans merci, voor solo-zangstemmen en kamerorkest naar een gedicht van John Keats. In de jaren dertig schreef hij veel werken voor dans- en balletcompagnieën, onder andere ook voor Martha Graham, Doris Humphrey, Hanya Holm, Charles Weidman, Anna Sokolow, Helen Tamiris, Saida Gerrad en Erick Hawkins.
Zijn Study in Sonority (1927) voor 10 violen of een veelvoud ervan is als mijlpaal voor de transitie tot een dissonante en contrapuntische stijl aan te zien. Hij werd een van de eerste Amerikaanse componisten, die de Dodecafonie (twaalftoonstechniek) van Arnold Schönberg adapteerde en in 1932 in zijn werk Dichotomy omzette. Zijn gebruik van de twaalftoonstechniek is zowel expressief alsook lyrisch, maar tegelijkertijd ook technisch gevorderd. Zijn 3e symfonie (1948), die zowel in twaalftoonstechniek, maar ook in de conventionele stijl geschreven is, bracht hem grote bekendheid en hij won ermee de "New York Music Critics' Circle Award" en een studiebeurs van de "Naumburg Foundation". Hij behoorde tot de "American Five", een groep van avant-gardistische componisten, waartoe - naast hem - ook Charles Ives, Carl Ruggles, Henry Cowell en John J. Becker behoorden. In zijn latere werken gebruikte hij strikte vormen (Canon and Fugue) en verwerkt traditioneel en experimenteel materiaal (Variaties, voor viool en orkest; Quintuple Jazz).

## Composities

### Werken voor orkest

#### Symfonieën
- 1944 Symfonie nr. 1
- 1945 Symfonie nr. 2
- 1946-1947 Symfonie nr. 3, voor orkest, op.42
- 1956 Symfonie nr. 4, voor orkest, op.63

#### Concerten voor instrumenten en orkest
- 1952-1953 Variaties, voor piano en orkest, op.54
- 1959 Variaties, voor viool en orkest, op.71

#### Andere werken
- 1924 La Belle dame sans merci, voor solo-zangstemmen en kamerorkest - naar een gedicht van Keats.
- 1927 Study in Sonority, voor 10 violen (of een veelvoud van 10), op. 7
- 1930 Fantasy and Fugue, voor orkest, op.10
- 1931 Dichotomy, voor orkest, op. 12
- 1940 "New Dance" uit het Ballet for Band, bewerkt voor orkest, op.18 b
- 1942 Passacaglia and Fugue, voor orkest, op.34 a
- 1953 Suite for Younger Orchestras, voor orkest, op. 56
- 1953 Romanza, voor strijkorkest, op. 56a (is identiek met "Lullaby" uit de Suite for Younger Orchestras)
- 1954 Dance Rhythms, voor orkest, op.58
- 1955 Overture, voor orkest, op.60
- 1955 Preamble and Fugue, voor orkest, op.61
- 1957 Festival Overture, voor groot orkest, op.68
- 1959 Quintuple Jazz, voor orkest, op.72
- 1959 Sinfonietta, voor orkest, op.73
- Canon and Fugue, voor strijkorkest
- Music for orchestra, op. 50

### Werken voor harmonieorkest en koperensembles
- 1935 Ballet for Band, voor harmonieorkest, op. 18
- 1940 "New Dance" uit het Ballet for Band
- 1942 Passacaglia and Fugue, voor harmonieorkest, op. 34
- 1943 Processional, treurmars voor harmonieorkest, op. 36
- 1948-1949 Music, voor groot koperensemble (10 trompetten, 8 hoorns, 10 trombones, 2 tuba's, pauken en bekkens), op. 45[1]
- 1953 Prelude and Fugue for Band, op.52
- 1954 Dance Rhythms, voor harmonieorkest, op. 58a
- 1960 Introduction and Fugue, voor cello en harmonieorkest, op.74

### Muziektheater

#### Balletten
- 1931 Bacchanale
- 1933 Evocation
- 1937 Candid
- 1937 Case History Number......
- 1938 Trojan Incident - première: 21 april 1938, New York, St. James Theatre - libretto: Philip H. Davis naar Homerus en Euripides - choreografie: Helen Tamiris
- 1939 To the Dance - première: 30 januari 1939, New York, Nora Bayes Theatre - libretto: Charles Weidman - choreografie: Doris Humphrey
- 1939 With My Red Fires - première: 30 januari 1939, New York, Nora Bayes Theatre - libretto: Charles Weidman - choreografie: Doris Humphrey
- 1940 Ballet for Band
- 1941 Pilgrim's Progress
- Chronicle
- Trend

### Werken voor koren
- 1945 Eternity, voor vrouwenkoor (SSA), dwarsfluit, 2 hoorns en contrabas, op. 32a - tekst: Emily Dickinson
- 1946 From some far shore, voor gemengd koor en piano - tekst: Walt Whitman
- 1948 Who Can Revoke?, voor gemengd koor
- 1954 The Dying of the Light, voor gemengd koor en piano (of orkest), op.59 - tekst: Dylan Thomas
- Beautiful Saviour, voor gemengd koor
- Children of the Heavenly Father, voor gemengd koor (SAB)
- Softly and tenderly, voor gemengd koor

### Vocale muziek
- 1924 La Belle Dame Sans Merci, voor sopraan, mezzosopraan, alt, tenor en kamerorkest - tekst: John Keats (1795-1821) "La belle dame sans merci" vanuit "Life, Letters, and Literary Remains" (1848)
- A Shakespeare Sonnet (No. 138), voor bariton, vierstemmig gemengd koor (SSAB) en orkest, op.65

### Kamermuziek
- 1919 Pianotrio, op. 1
- 1938-1939 Strijkkwartet nr. 1
- 1948 Strijkkwartet nr. 2, op.43
- 1951 Pianokwintet, op. 47
- 1952 Blazerskwintet, (dwarsfluit, hobo, klarinet, hoorn en fagot), op. 51
- 1953 Concert, voor piano en blazerskwintet
- 1957 Etüden, voor klarinet
- 1957 Strijkkwartet nr. 3
- Divertissement, voor cello, dwarsfluit en harp, op. 15
- Duos, op. 35
- Three Canons, voor dwarsfluit, hobo, klarinet en fagot, op. 9
- Movement, voor twee trompetten, trombone en piano
- Nonet, voor koperblazers, op.49
- Suite, voor dwarsfluit, op. 8

### Werken voor piano
- 1927 Blue Voyage
- 1932 New Dance, voor twee piano's
- 1944 New and Old
- Evocation, voor piano vierhandig
- Four Tone Pictures
- Petite Etude
- Scherzo, voor twee piano's vierhandig
- Skip to My Lou, duet voor twee piano's
- The Cry, voor piano vierhandig
- The Galway Piper, duet voor twee piano's
- The Harold Flammer Duet Album
- Toccata (uit "New and Old")

## Media
1. ↑  Music for Brass Choir (Music, voor groot koperensemble), op. 45 door leden van de "National Orchestra Association" en "The American Brass Quintet" o.l.v. John Barnett

- Bibsys: 4019110
- Bibliothèque nationale de France: cb14026631h (data)
- CiNii: DA12099967
- Gemeinsame Normdatei: 119251604
- International Standard Name Identifier: 0000 0001 0917 8364
- Library of Congress Control Number: n81133625
- MusicBrainz: 6acb80ea-3fc4-4d6e-bd0b-db41d168c19d
- Nationale Bibliotheek van Tsjechië: mzk2010585742
- Nationale bibliotheek van Australië: 35870980
- Nationale Bibliotheek van Israël: 987007271842005171
- Nationale Bibliotheek van Polen: a0000003258140
- Nederlandse Thesaurus van Auteursnamen: 097134902
- SNAC: w6h130cw
- Système universitaire de documentation: 174481314
- Trove: 1124546
- Virtual International Authority File: 76514153
- WorldCat: E39PBJpjhrGXJdJRVdDX7xpgKd